# Flagge von Barbados
Die Flagge von Barbados (The Broken Trident) wurde am 30. November 1966 angenommen. Die Flagge wurde von Grantley W. Prescod gestaltet. Sein Entwurf wurde aus 1029 Einsendungen zu einem öffentlichen, nationalen Wettbewerb ausgewählt, welcher von der barbadischen Regierung durchgeführt wurde.

## Beschreibung und Bedeutung
Die Nationalflagge von Barbados ist eine Trikolore in den Farben Ultramarinblau, Goldgelb (ein oranger Ton) und Ultramarinblau.
In der Mitte ist ein schwarzer Dreizack des Meeresgottes Neptun mit abgebrochenem Schaft dargestellt. Er symbolisiert die Unabhängigkeit der Insel nach britischer Kolonialherrschaft und leitet sich vom alten, kolonialen Wappen ab. Gleichzeitig wird damit die Verbundenheit von Barbados mit dem Meer bekundet. Jede Spitze des Dreizacks symbolisiert eines der Prinzipien der Demokratie: die Regierung des Volks, für und durch das Volk.
Die Farbe Ultramarinblau symbolisiert den Himmel (linker Streifen) und den Ozean (rechter Streifen), die goldene Farbe den Sand der Strände von Barbados.

## Geschichte

Kolonialflagge von 1870–1966

Zwischen 1870 und 1966 verwendete Barbados ein Siegel mit einer Figur, die auf einem Wagen steht, der von zwei Seepferden gezogen wird und einen Dreizack hält. Der Dreizack symbolisiert die Herrschaft Großbritanniens über die Meere. Dieses Siegel findet sich auch auf der Flagge, die die britische Kolonie ab 1870 führte. Das Design mit blauem Hintergrund und Union Jack in der oberen Liek entspricht dem für britische Besitzungen üblichen.
Mit der Unabhängigkeit von Barbados von der Westindischen Föderation 1966 erhielt Barbados seine heutige Flagge. Der Dreizack, das alte Symbol der britischen Herrschaft, ist nun am Schaft abgebrochen.

## Flaggenprotokoll

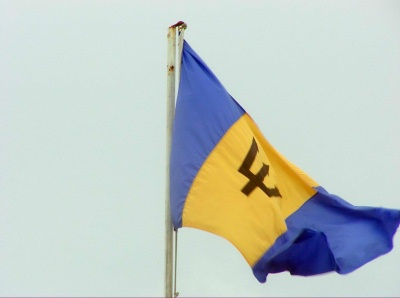
Wehende Nationalflagge

Laut der gesetzlichen Regelung soll die Nationalflagge an öffentlichen Gebäuden und am Trafalgar Square in der Hauptstadt Bridgetown jeden Tag von sechs Uhr morgens bis sechs Uhr abends wehen. Ebenso kann sie an Regierungsgebäuden und Schulen gesetzt werden, wenn diese geöffnet sind. Nach sechs Uhr abends darf die Flagge nur noch im Inneren von Gebäuden verwendet werden.
Als Zeichen der Trauer kann die Flagge auf halbmast gesetzt werden. Über einen solchen Fall entscheidet das Regierungskabinett.
Die Flagge darf nicht mit dem Kopf nach unten, also mit nach unten deutendem Dreizack gesetzt werden, mit Ausnahme als Zeichen für Not und Leid.
Wird die Flagge gesetzt, darf sie weder den Boden noch irgendwelche Gegenstände berühren, wie zum Beispiel Möbel, Bäume, Gebäude oder Fahrzeuge.

## Weitere Flaggen von Barbados
In britischer Tradition verwendet Barbados als Kriegsflagge zur See eine Flagge mit dem Georgskreuz (rotes Kreuz auf weißem Grund) und der Nationalflagge in der oberen Liek.
Offizielles Staatsoberhaupt von Barbados ist der Präsident mit einer eigenen Flagge, die das Wappen von Barbados umgeben von einem Lorbeerkranz zeigt. Als die britische Königin Elisabeth II. noch in Personalunion Staatsoberhaupt von Barbados war, gab es auch für Barbados eine königliche Standarte. Wenn sie auf Barbados weilte, verwendete sie eine Flagge mit gelbem Hintergrund, auf dem sich der Feigenbaum und die zwei roten Orchideen aus dem Staatswappen wiederfinden. Auf dem Feigenbaum ruht das persönliche Emblem Elisabeths mit dem goldenen „E“ und Krone auf blauem Grund.
Auf Barbados wurde die Königin durch den Generalgouverneur vertreten, der auf seiner Flagge eine Krone mit dem britischen Löwen und ein Spruchband mit der Inschrift „Barbados“ auf blauem Grund führte. Das Seitenverhältnis beträgt 3:4.
Der Premierminister von Barbados führt eine diagonal geteilte Flagge in Blau (untere Hälfte zur Liek) und Goldgelb (obere Hälfte zum Flugteil hin). Entlang der Trennlinie führt ein schwarz-weißes Tau, das in der Mitte der Flagge eine weiße Scheibe mit dem Staatswappen umschließt. Das Seitenverhältnis beträgt 2:3.

1:2  Seekriegsflagge
Flagge der Westindischen Föderation, 1958 bis 1962
1:2  Flagge von Königin Elisabeth II., 1966 bis 2021
Standarte des Generalgouverneurs von Barbados, 1966 bis 2021
Flagge des Präsidenten von Barbados, seit 2021